# برينت غالاهر
برينت غالاهر (بالإنجليزية: Brent Gallaher)‏ هو عازف جاز أمريكي، ولد في 13 مايو 1969 في كمبرلاند في الولايات المتحدة.

## وصلات خارجية
- الموقع الرسمي
- برينت غالاهر على موقع ميوزك برينز (الإنجليزية)